# Черногуш гмуркач
Черногушият гмуркач (Gavia arctica) е птица от семейство Гмуркачови (Gaviidae). Среща се и в България.

## Допълнителни сведения
Сивата глава и черната гуша са отличителни белези за този вид. Те имат заострен клюн, дълги и остри крила, а краката са къси.